# Cecilie Leganger
Cecilie Leganger (12 marzo 1975) è un'ex pallamanista norvegese.
Con la maglia della nazionale norvegese ha vinto il bronzo olimpico ai Giochi di Sydney 2000. Nel 2001 è stata eletta miglior giocatrice dell'anno dalla IHF.

## Palmarès

### Club
- EHF Champions League: 3

Slagelse: 2004-2005, 2006-2007
Larvik: 2010-2011
- Coppa delle Coppe: 3

Bækkelagets SK: 1997-1998, 1998-1999
FC Copenaghen: 2008-2009
- Campionato norvegese: 5

Bækkelagets SK: 1999
Larvik: 2011, 2012, 2013, 2014
- Coppa di Norvegia: 5

Bækkelagets SK: 1999
Larvik: 2011, 2012, 2013, 2014
- Campionato danese: 1

Slagelse: 2005
- Coppa di Danimarca: 1

FC Copenaghen: 2010
- Campionato sloveno: 1

Krim: 2004
- Coppa di Slovenia: 1

Krim: 2004

### Nazionale
- Bronzo olimpico: 1

Sydney 2000
- Campionato mondiale

 Oro: Danimarca-Norvegia 1999
 Argento: Italia 2001
 Bronzo: Norvegia 1993
- Campionato europeo

 Oro: Paesi Bassi 1998
 Bronzo: Germania 1994

### Individuale
- Miglior giocatrice dell'anno IHF: 1

2001
- Migliore giocatrice norvegese di tutti i tempi[2]

2015
- Migliore portiere norvegese di tutti i tempi[2]

2012
- Migliore giocatrice al campionato mondiale[2]

Norvegia 1993
- Migliore portiere al campionato mondiale: 4

Norvegia 1993, Austria-Ungheria 1995, Danimarca-Norvegia 1999, Italia 2001
- Migliore portiere al campionato europeo: 2

Germania 1994, Paesi Bassi 1998
- Migliore portiere dell'anno nel campionato norvegese: 5

2000, 2001, 2002, 2011, 2012
- Migliore portiere dell'anno nel campionato danese: 5

2005, 2006, 2007, 2008, 2009
- Migliore giocatrice dell'anno nel campionato danese: 1

2007
- Premio internazionale Fair Play: 1

1998